# Karel Votlučka
Karel Votlučka (1. října 1896 Plzeň – 2. června 1963 Plzeň) byl český malíř, grafik a ilustrátor.

## Život
Karel Votlučka se narodil manželům Vilémovi a Anně Votlučkovým. Otec měl v Martinské ulici v Plzni knihařství, ale toužil mít ze svého syna stavitele a architekta. Karel se vyučil zedníkem a absolvoval Státní průmyslovou školu v Plzni. Praxi prodělal u stavitele Drobného. Jeho snem bylo malování a kreslení a touha byla tak silná, že odešel do Prahy studovat Akademii výtvarných umění. Tu absolvoval v letech 1916–1920. Zde měl vynikající učitele – Jana Preislera a Vratislava Nechlebu. Po dokončení studia se stal žákem profesora Maxe Švabinského a Josefa Loukoty.
V této době se poprvé oženil. Manželkou se stala Anna roz. Brabcová a měli dva syny Zdeňka a Marcela. Chtěl se plně věnovat umělecké tvorbě a nikdy nenastoupil do žádného zaměstnání, byl výtvarníkem na volné noze. Fascinovala ho architektura, zejména pražská. Maloval zákoutí a uličky staré Prahy. Do Plzně však stále dojížděl, maloval staré domy, hospůdky, renesanční radnici a chrám sv. Bartoloměje i výroční trhy kolem něj. Kladný vztah k Plzni vyjadřoval svou prací. Ilustroval publikace plzeňského badatele, zakladatele a dlouholetého ředitele Národopisného muzea v Plzni Ladislava Lábka – Potulky po Plzni staré i nové. Kresbami přispíval do časopisu Plzeňsko, Mladá stráž a také ilustroval knihu Franka Weniga (1898–1974) Kytice plzeňských pověstí a Pomněnky Karla Schwarze (1863–1939). V roce 1937 získal významnou zakázku. Plzeňský pivovar mu zadal výzdobu pavilonu na světové výstavě v Paříži. V témže roce došlo k osobní tragédii. Umírá mu manželka a Votlučka zůstává sám se dvěma syny. Čtyři roky na to se natrvalo přestěhoval do Plzně a podruhé se oženil. Vyvolenou byla Marie roz. Knedlíková z Plzně.
Po druhé světové válce ho okouzlila krása Slovenska, lidová i městská architektura i přívětivost lidí. Zde působil do roku 1952. U příležitosti výročí 750 let povýšení Trnavy na město bylo použito 17 jeho kreseb jako ilustrací pamětní knihy. Také maloval na Moravě, v Hodoníně vytvořil soubor kreseb ze života T. G. Masaryka i kolekce kreseb památek Olomouce a Brna.
Karel Votlučka zemřel na zákeřnou nemoc v roce 1963 ve svých 67 letech. Svým rozsáhlým dílem přispěl k obohacení české grafické tvorby, která má i ve světě významné místo.

## Dílo
Karel Votlučka používal v malířské tvorbě často olejomalbu a akvarel, v grafické dřevoryt, linoryt, lept a litografii.
- cyklus 17 leptů Pražská nádvoří, které patří k mistrovským grafickým listům
- album 32 leptů Gotická Praha (vydáno však bylo pouze 10 exemplářů)
- Památné domy pražské
- Starý Břevnov (1928)
- Klášter blahoslavené Anežky v Praze (1930)
- Portál Týnského chrámu (1930)
- Stará Plzeň (1929–1930)
- Pražské zajímavosti
- Mozart v Praze
- cca 300 drobných grafických listů Ex libris a novoročenek – vyhotoveny technikou leptu
- portrétní a stylizované grafiky (lepty a linoryty) anglického básníka a malíře D. G. Rossetiho (1923)
- podobizny F. M. Dostojevského a B. Smetany (1922)
- ilustrace básně K. H. Máchy Mnich, Votlučka ji vyzdobil jediným leptem, který je považován za velice vzácný[4]
- dva velké panely propagující Měšťanský pivovar a plzeňský Prazdroj v Paříži (1937)
- soubor cenný umělecky i etnograficky – Plzeňské právovárečné domy – 256 kreseb všech právovárečných domů v Plzni (vydáno při příležitosti 100. výročí založení Měšťanského pivovaru)
- pohlednice s interiéry pivovaru a plzeňskými hospůdkami
- soubory reprodukcí jeho kreseb na pohlednicích Prahy, Plzně, Jaroměře, Týnce u Klatov[3]

## Výstavy
Karel Votlučka byl členem Syndikátu výtvarných umělců v Praze, který se podílel na jeho výstavách.
- Výstava Umělecké skupiny v Plzni, 1919[5]
- Dům umělců Praha, 1924
- Vídeň s českými a rakouskými modernisty, 1924
- Souborná výstava v Plzni, 1930
- Jaroměř, 1936
- Plzeň, 1943

- Přeštice, 1943

Výstavy po jeho smrti
- Bánská Bystrica, 1991
- Plzeň, 1996[3]
- Dům historie Přešticka, Přeštice, 2011[6]
- Jihočeská vědecká knihovna v Českých Budějovicích, 2011
- Studijní a vědecká knihovna Plzeň, 2016[7]